# Samonac
Samonac ist eine französische Gemeinde mit 471 Einwohnern (Stand: 1. Januar 2022) im Département Gironde in der Region Nouvelle-Aquitaine (vor 2016: Aquitanien). Sie gehört zum Arrondissement Blaye und zum Kanton L’Estuaire. Die Einwohner werden Samonacais genannt.

## Lage
Samonac liegt in der historischen Provinz Angoumois in der Kulturlandschaft der Charente und in den Weinbergen des Weinbaugebietes Côtes de Bourg, etwa fünf Kilometer nordöstlich des Zusammenflusses von Garonne und Dordogne. Umgeben wird Samonac von den Nachbargemeinden Saint-Trojan im Norden, Mombrier im Nordosten und Osten, Lansac im Osten und Südosten, Bourg im Südosten und Süden, Saint-Seurin-de-Bourg im Süden, Bayon-sur-Gironde im Südwesten, Comps im Westen sowie Saint-Ciers-de-Canesse im Westen und Nordwesten.

## Bevölkerungsentwicklung
| Jahr                       | 1962 | 1968 | 1975 | 1982 | 1990 | 1999 | 2011 | 2020 |
| Einwohner                  | 336  | 350  | 349  | 367  | 388  | 377  | 436  | 443  |
| Quellen: Cassini und INSEE |      |      |      |      |      |      |      |      |

## Sehenswürdigkeiten
- Kirche Saint-Martin, Monument historique seit 1925, mit Skulptur Madonna mit Kind (Monument historique) und Weihwasserbecken (Monument historique)

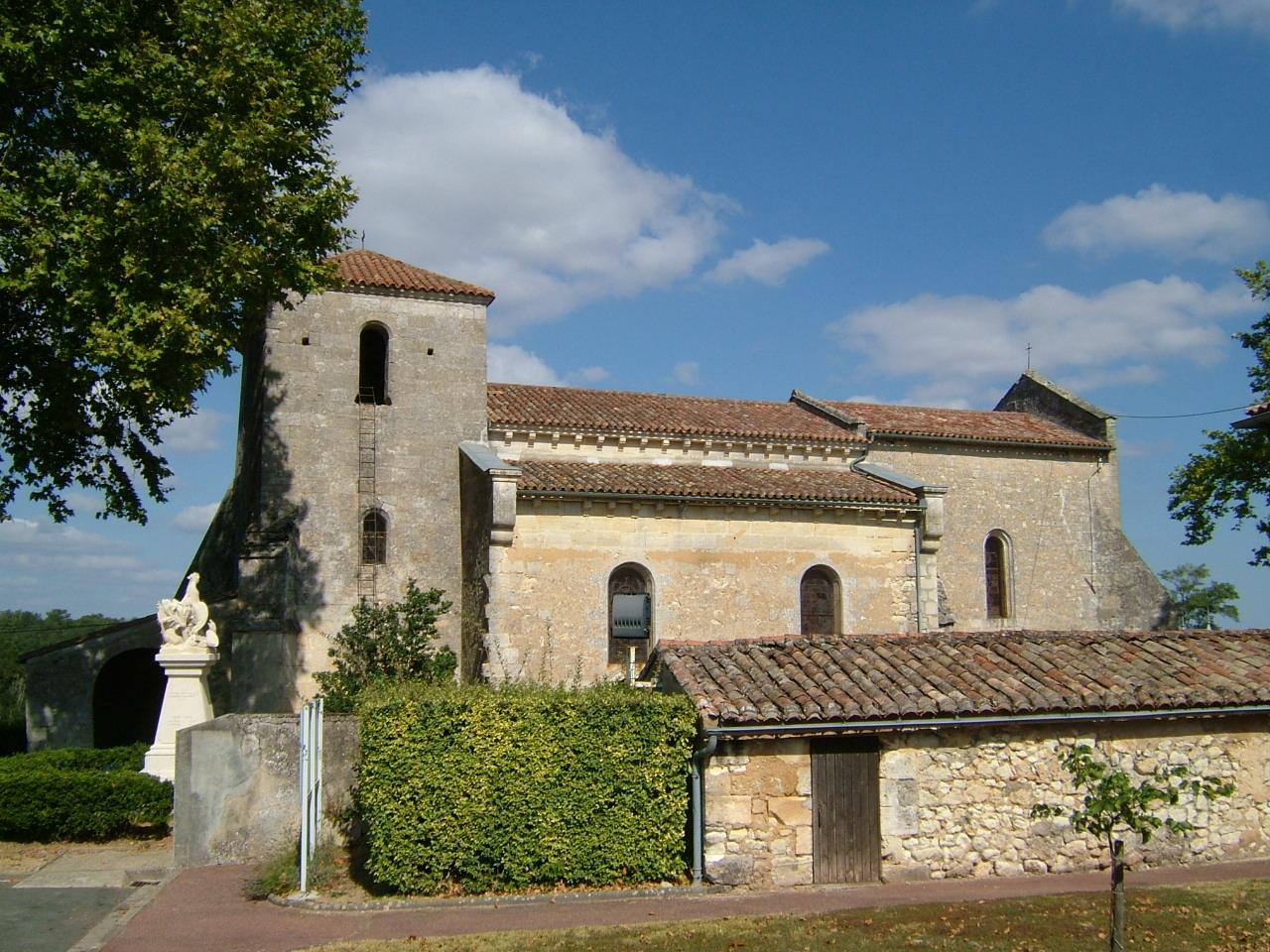
Kirche Saint-Martin
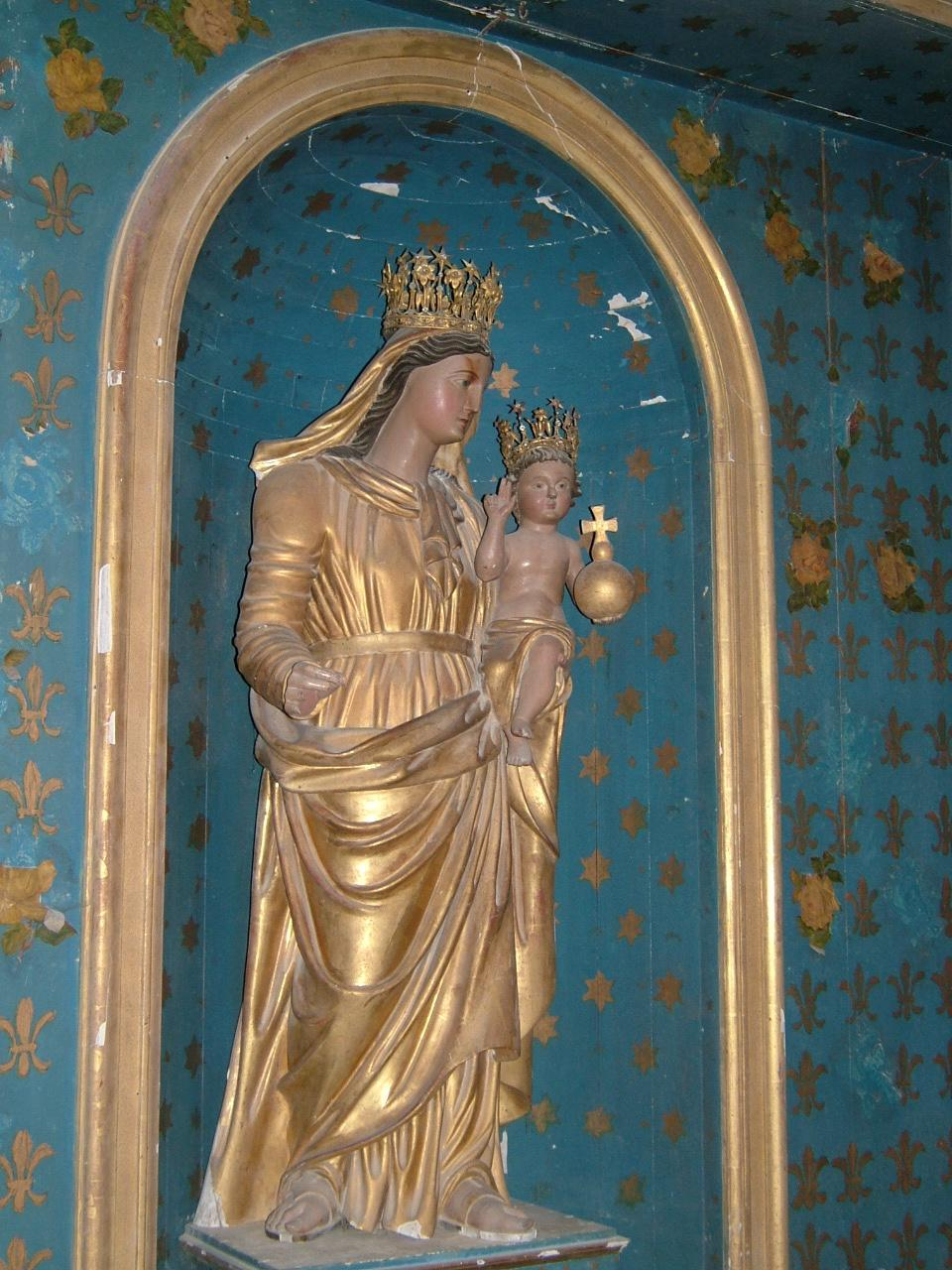
Skulptur Madonna mit Kind
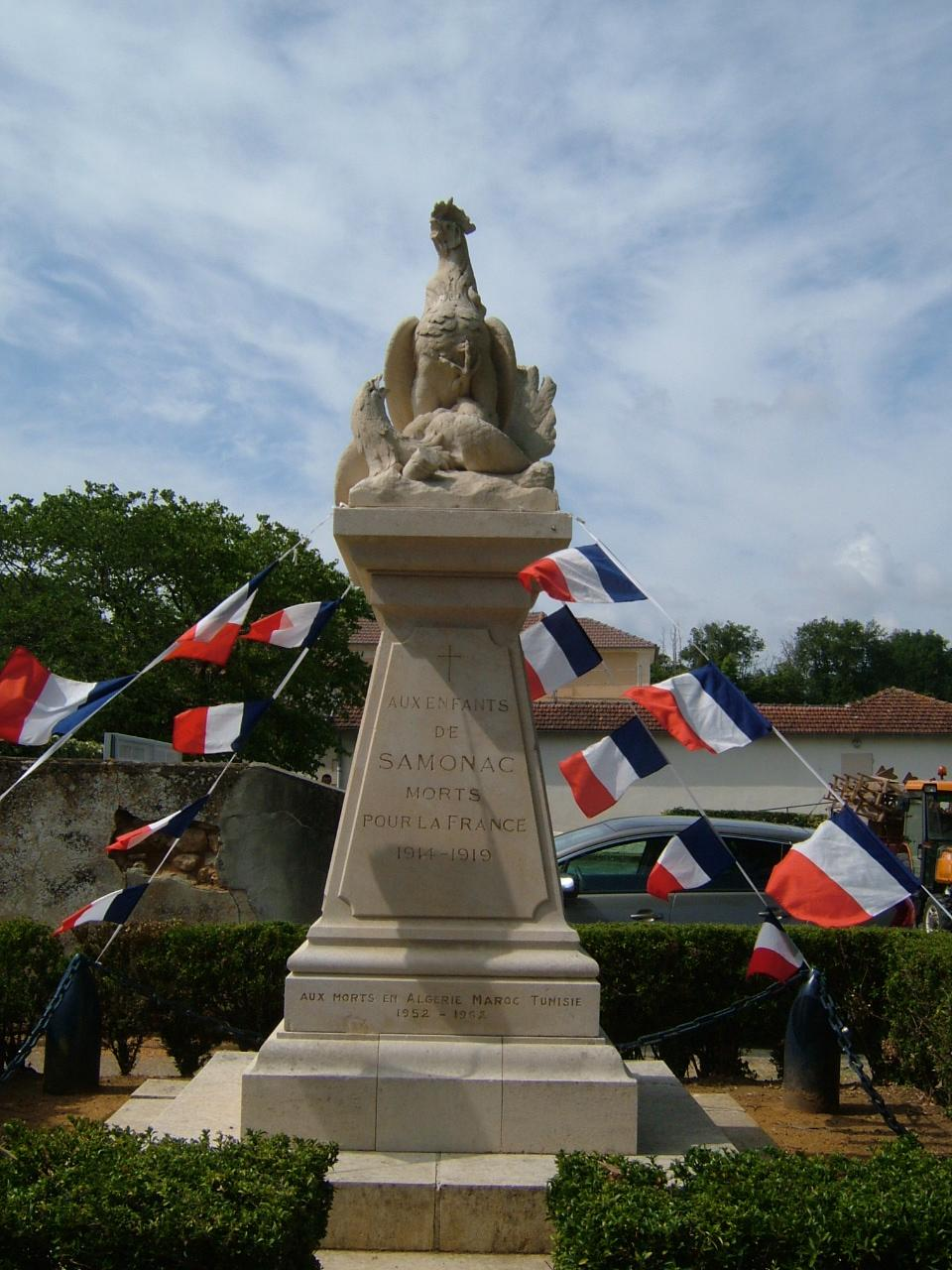
Gefallenendenkmal